# Prydniprowska Salisnyzja
Die Prydniprowska Salisnyzja (ukrainisch Придніпровська залізниця; deutsch etwa „Dnepr-Eisenbahn“) ist ein regionaler Betreiber von Eisenbahnverkehr in der südöstlichen Ukraine mit Hauptsitz in Dnipro. Sie gehört zur ukrainischen Eisenbahngesellschaft Ukrsalisnyzja.

## Betrieb
Die Eisenbahngesellschaft bedient die Streckennetze in den Oblasten Dnipropetrowsk und Saporischschja, bis 2014 auch der Autonomen Republik Krim sowie Teilen 5 weiterer umliegender Oblaste (Oblast Cherson, Oblast Mykolajiw, Oblast Kirowohrad, Oblast Charkiw und Oblast Donezk).
Die Bahngesellschaft betreibt auf einer Gesamtstreckenlänge von 3250 Kilometern, von denen etwa 58 Prozent elektrifiziert sind den Eisenbahnverkehr auf 244 Eisenbahnstationen.

## Geschichte

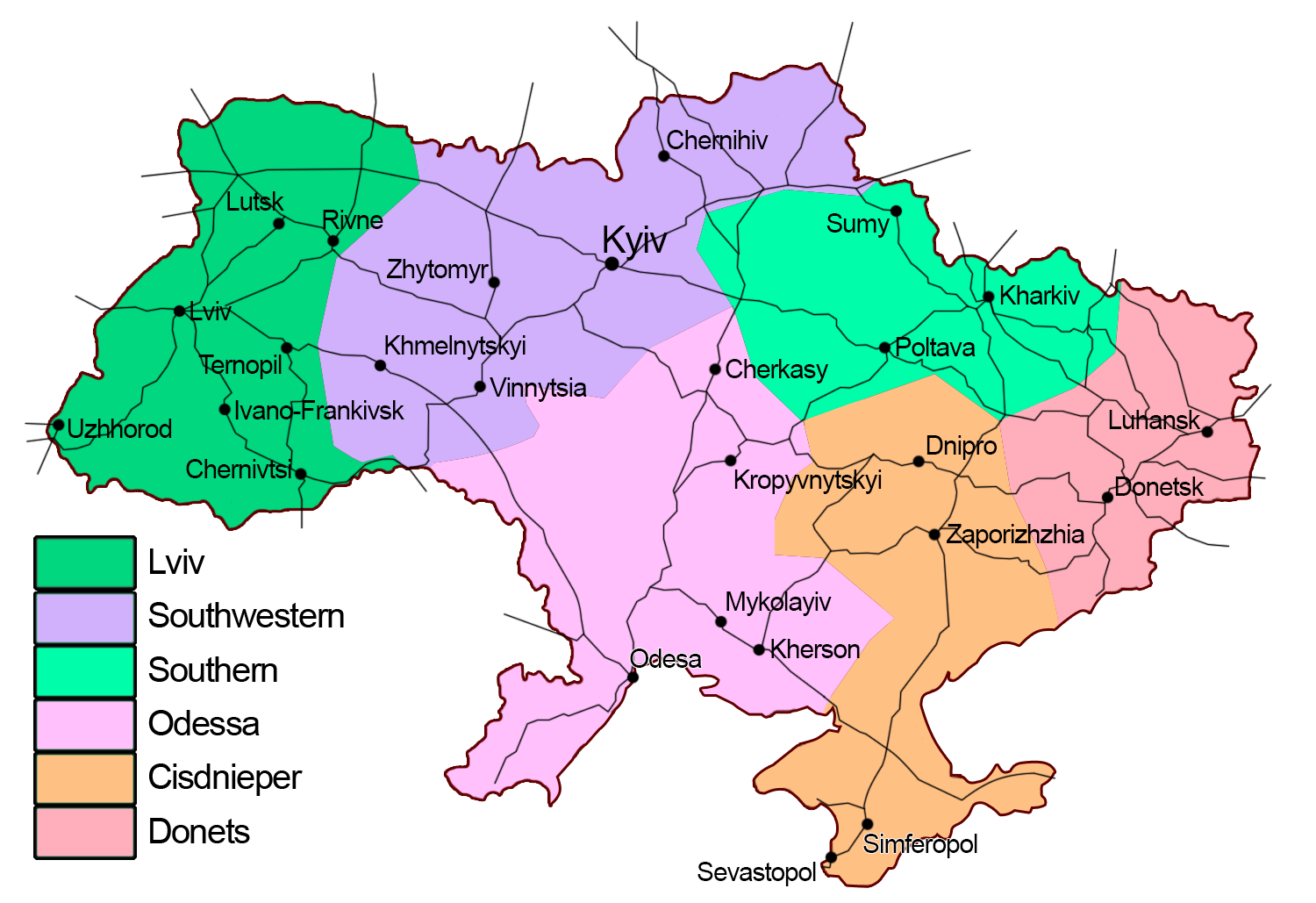
Regionale Eisenbahngesellschaften der Ukraine Stand 2014

Die Geschichte der Gesellschaft beginnt mit der Eröffnung der ersten Strecke der Katharinenbahn (Катерининська залізниця/Katerynynska salisnyzja) im Jahre 1873 von Synelnykowe nach Katerynoslaw (heute Dnipro) und Losowa nach Oleksandriwsk (heute Saporischschja). Auch Teile der Russischen Südbahnen gehören zum heutigen Streckennetz. Im Laufe der Zeit entwickelt sich das Eisenbahnnetz stark weiter, 1936 wird die Gesellschaft schließlich in Stalin-Bahn (Сталінська залізниця/Stalinska salisnyzja) umbenannt, 1961 wird dann das Eisenbahnunternehmen mit dem heutigen Namen genannt. 2014 kam es im Zuge der Annexion der Krim durch Russland zur Aufspaltung der Eisenbahnverwaltungen und zu Einschränkungen im Eisenbahnverkehr auf die Krim.

## Direktionen
- 1 – Eisenbahndirektion Dnipro
- 2 – Eisenbahndirektion Saporischschja
- 3 – Eisenbahndirektion Krywyj Rih
- 4 – Eisenbahndirektion Krim (Sitz in Simferopol. Seit 2014 besteht eine eigene Verwaltung der Eisenbahnen auf der von Russland annektierten Krim.)

## Bahnstrecken
- Bahnstrecke Berdjansk–Tschaplyne (über Werchnij Tokmak und Polohy)
- Bahnstrecke Cherson–Kertsch (ab Armjansk über Dschankoj und Wladyslawiwka mit Zweigstrecke nach Feodossija)
- Bahnstrecke Cherson–Dnipro (über Apostolowe)
- Bahnstrecke Dnipro–Smijiw (über Samar, Berestyn und Merefa)
- Bahnstrecke Kamjanske–Pokrowsk (über Samar und Pawlohrad)
- Bahnstrecke Fedoriwka–Wolnowacha (über Werchnij Tokmak und Komysch-Sorja)
- Bahnstrecke Korystiwka–Pjatychatky
- Bahnstrecke Krywyj Rih–Komysch-Sorja (über Apostolowe, Saporischschja und Polohy)
- Bahnstrecke Krywyj Rih–Jassynuwata (über Werchiwzewe, Kamjanske, Dnipro, Synelnykowe, Tschaplyne und Pokrowsk)
- Bahnstrecke Mykolajiw–Fedoriwka (über Snihuriwka und Ukrajinska (Nowouspeniwka))
- Bahnstrecke Pomitschna–Krywyj Rih (über Dolynska)
- Bahnstrecke Sewastopol–Charkiw (über Dschankoj, Fedoriwka, Wassyliwka, Saporischschja, Synelnykowe, Pawlohrad, Losowa und Merefa mit Zweigstrecken nach Jewpatorija und Henitschesk)
- Bahnstrecke Ukrajinska–Wassyliwka (mit Zweigstrecke nach Enerhodar)
- Bahnstrecke Werchiwzewe–Krywyj Rih (über Pjatychatky)